# Γ

Gamma en una letra capital del Etymologicum Magnum (1499).

Gamma (en mayúscula Γ, en minúscula γ; llamada en griego antiguo γάμμα gámma /ɡám.ma/, en griego moderno γάμ(μ)α gám(m)a /ˈɣa.ma/) es la tercera letra del alfabeto griego. Deriva de la letra gaml () del fenicio. En griego moderno, se pronuncia como fricativa velar sonora [ɣ] o como fricativa palatal sonora [ʝ]. En griego antiguo, se pronunciaba como oclusiva velar sonora [ɡ]. Tanto en griego antiguo como en griego moderno, gamma se pronuncia [ŋ] delante de velares (incluyendo la propia gamma, así, una doble gamma se pronuncia [ŋɡ] en ambas variantes del idioma: ἄɣɣελος/άγγελος, ['angelos] ‘mensajero’).
Las letras romanas C y G y las cirílicas Ge Г y Ghe Ґ provienen de la griega gamma.
En el sistema de numeración griega tiene un valor de 3 (Γ΄).

## Historia
La letra griega gamma deriva de la letra fenicia para el fonema /g/, 𐤂 gaml, y como tal es afín al hebreo guímel ג.
Basándose en el parecido de su nombre ("giml") a camello (p.ej. en árabe جمل gml), la letra fenicia se ha interpretado como una representación abstracta del cuello de un camello pero esto se ha criticado por ser artificioso y falto de pruebas. En la actualidad se considera  más probable que la letra fenicia derive de un jeroglífico egipcio que representa un garrote o palo arrojadizo.
En la Grecia arcaica, la forma de gamma era más parecida a la de la lambda clásica (Λ), mientras que lambda conservaba la forma de L fenicia (𐌋).
Entre las letras que surgieron de la gamma griega se encuentran la etrusca (itálica antigua) 𐌂, la romana C, la rúnica kaunan ᚲ, la gótica geuua 𐌲, la copta Ⲅ y la cirílica Г.

### Variantes epigráficas
En las fuentes epigráficas arcaicas aparecen las siguientes variantes:

## Uso
El fonema /g/ del griego antiguo era una oclusiva velar sonora, que continuaba los fonemas reconstruidos *g, *ǵ del protoindoeuropeo, como la g en la palabra española gato.
El fonema del griego moderno representado por gamma se pronuncia como una fricativa velar sonora /ɣ/, como la g en «amigo». No obstante, cuando gamma precede a una vocal anterior (/e/, /i/) se pronuncia
como una fricativa palatal sonora (/ʝ/), que equivaldría al sonido de la y en «ayer».
Tanto en el griego antiguo como en el moderno, ante las consonantes velares: κ, χ, ξ, (k, kh, ks), la gamma representa una nasal velar /ŋ/. Una doble gamma γγ representa la secuencia /ŋɡ/ (que varía fonéticamente [ŋɡ~ɡ]) o /ŋɣ/.

### Como símbolo
Gamma se usa a menudo para denotar una variable en matemáticas y física.
En algunos campos tiene significados específicos.
- La corrección gamma en fotografía, televisión y pantallas de ordenador. Gamma es el exponente en una relación entre valores de vídeo o píxeles y el brillo mostrado. En fotografía es la pendiente de la curva de la densidad de la película fotográfica (log(opacidad)) frente al log de la exposición (curva de Hurter-Driffield), en la sección recta de la curva característica.
- 1 gamma es una unidad de la densidad de flujo magnético, 1 gamma = 10−9 tesla o 1 nanotesla.
- Las ondas Gamma cerebrales son un tipo de ondas cerebrales que se sitúan en torno a 40 Hz.
- En virología, en el contexto de la pandemia de COVID-19, la Organización Mundial de la Salud (OMS) designó como una variante de preocupación a Gamma, una mutación del SARS-CoV-2, virus que produce la enfermedad del COVID-19, encontrado en noviembre de 2020 en Brasil.

#### Mayúscula
La letra mayúscula Γ se utiliza como símbolo de:
- La función Gamma (relativa a los factoriales) en matemáticas;
- Los Símbolos de Christoffel, relativos a derivadas de vectores y tensores;
- La distribución Gamma en teoría de la probabilidad y estadística;
- El coeficiente de reflexión en el estudio de líneas de transmisión, en ingeniería eléctrica.
- La concentración superficial de exceso, en química.
- Definir el momento en un esquema de fuerzas, en física.

#### Minúscula
La letra minúscula γ se utiliza como símbolo de:
- La constante de Euler-Mascheroni en matemáticas.
- Una medida del riesgo en matemática financiera.
- El fotón, visto como una partícula elemental en física.
- Rayos gamma en física y astronomía.
- El factor gamma en la teoría de la relatividad y astronomía.
- El coeficiente de dilatación adiabática de un gas en física. A menudo se utiliza la letra kappa κ.
- La constante de propagación de una onda electromanética en ingeniería eléctrica y en la teoría electromagnética.
- La tercera estrella más brillante en una constelación. (Ver nomenclatura de Bayer).
- El peso específico de un material.
- La tensión superficial en química.
- Parte de la subunidad F1 de la ATP-sintetasa alrededor de la cual se sitúan las demás partes.

### Videojuegos
- En el juego de Tetris, gamma es otro nombre que designa a J tetrominó.
- La gamma mayúscula (Γ) es el símbolo que aparece en la gorra de Waluigi en contraposición a la L de Luigi.
- En el videojuego EarthBound, se utiliza la letra Gamma (Junto con otras letras del alfabeto griego), para clasificar el nivel de cada PSI. Es el tercer nivel de PSI, después de la beta.
- En Sonic Adventure es el nombre clave del robot E-102 del Dr. Eggman
- En Megaman 3 es el nombre del robot creado por el dr Light y Wily, además de ser el jefe final del juego

## Unicode
- Griego

| Carácter      | Γ                          | Γ                          | γ                        | γ                        | ᴦ                                | ᴦ                                | ᵞ                                 | ᵞ                                 | ᵧ                                  | ᵧ                                  |
| ------------- | -------------------------- | -------------------------- | ------------------------ | ------------------------ | -------------------------------- | -------------------------------- | --------------------------------- | --------------------------------- | ---------------------------------- | ---------------------------------- |
| Unicode       | GREEK CAPITAL LETTER GAMMA | GREEK CAPITAL LETTER GAMMA | GREEK SMALL LETTER GAMMA | GREEK SMALL LETTER GAMMA | GREEK LETTER SMALL CAPITAL GAMMA | GREEK LETTER SMALL CAPITAL GAMMA | MODIFIER LETTER SMALL GREEK GAMMA | MODIFIER LETTER SMALL GREEK GAMMA | GREEK SUBSCRIPT SMALL LETTER GAMMA | GREEK SUBSCRIPT SMALL LETTER GAMMA |
| Codificación  | decimal                    | hex                        | decimal                  | hex                      | decimal                          | hex                              | decimal                           | hex                               | decimal                            | hex                                |
| Unicode       | 915                        | U+0393                     | 947                      | U+03B3                   | 7462                             | U+1D26                           | 7518                              | U+1D5E                            | 7527                               | U+1D67                             |
| UTF-8         | 206 147                    | CE 93                      | 206 179                  | CE B3                    | 225 180 166                      | E1 B4 A6                         | 225 181 158                       | E1 B5 9E                          | 225 181 167                        | E1 B5 A7                           |
| Ref. numérica | &#915;                     | &#x393;                    | &#947;                   | &#x3B3;                  | &#7462;                          | &#x1D26;                         | &#7518;                           | &#x1D5E;                          | &#7527;                            | &#x1D67;                           |
| Ref. entidad  | &Gamma;                    | &Gamma;                    | &gamma;                  | &gamma;                  |                                  |                                  |                                   |                                   |                                    |                                    |

- Copto

| Carácter      | Ⲅ                           | Ⲅ                           | ⲅ                         | ⲅ                         |
| ------------- | --------------------------- | --------------------------- | ------------------------- | ------------------------- |
| Unicode       | COPTIC CAPITAL LETTER GAMMA | COPTIC CAPITAL LETTER GAMMA | COPTIC SMALL LETTER GAMMA | COPTIC SMALL LETTER GAMMA |
| Codificación  | decimal                     | hex                         | decimal                   | hex                       |
| Unicode       | 11396                       | U+2C84                      | 11397                     | U+2C85                    |
| UTF-8         | 226 178 132                 | E2 B2 84                    | 226 178 133               | E2 B2 85                  |
| Ref. numérica | &#11396;                    | &#x2C84;                    | &#11397;                  | &#x2C85;                  |

- Latino

| Carácter      | Ɣ                          | Ɣ                          | ɣ                        | ɣ                        | ˠ                           | ˠ                           | ɤ                            | ɤ                            |
| ------------- | -------------------------- | -------------------------- | ------------------------ | ------------------------ | --------------------------- | --------------------------- | ---------------------------- | ---------------------------- |
| Unicode       | LATIN CAPITAL LETTER GAMMA | LATIN CAPITAL LETTER GAMMA | LATIN SMALL LETTER GAMMA | LATIN SMALL LETTER GAMMA | MODIFIER LETTER SMALL GAMMA | MODIFIER LETTER SMALL GAMMA | LATIN SMALL LETTER RAMS HORN | LATIN SMALL LETTER RAMS HORN |
| Codificación  | decimal                    | hex                        | decimal                  | hex                      | decimal                     | hex                         | decimal                      | hex                          |
| Unicode       | 404                        | U+0194                     | 611                      | U+0263                   | 736                         | U+02E0                      | 612                          | U+0264                       |
| UTF-8         | 198 148                    | C6 94                      | 201 163                  | C9 A3                    | 203 160                     | CB A0                       | 201 164                      | C9 A4                        |
| Ref. numérica | &#404;                     | &#x194;                    | &#611;                   | &#x263;                  | &#736;                      | &#x2E0;                     | &#612;                       | &#x264;                      |

- CJK Cuadrado

| Carácter      | ㌏           | ㌏           |
| ------------- | ------------ | ------------ |
| Unicode       | SQUARE GAMMA | SQUARE GAMMA |
| Codificación  | decimal      | hex          |
| Unicode       | 13071        | U+330F       |
| UTF-8         | 227 140 143  | E3 8C 8F     |
| Ref. numérica | &#13071;     | &#x330F;     |

- Matemáticas

| Carácter      | ℾ                           | ℾ                           | ℽ                         | ℽ                         | 𝚪                               | 𝚪                               | 𝛄                             | 𝛄                             | 𝛤                                 | 𝛤                                 | 𝛾                               | 𝛾                               |
| ------------- | --------------------------- | --------------------------- | ------------------------- | ------------------------- | ------------------------------- | ------------------------------- | ----------------------------- | ----------------------------- | --------------------------------- | --------------------------------- | ------------------------------- | ------------------------------- |
| Unicode       | DOUBLE-STRUCK CAPITAL GAMMA | DOUBLE-STRUCK CAPITAL GAMMA | DOUBLE-STRUCK SMALL GAMMA | DOUBLE-STRUCK SMALL GAMMA | MATHEMATICAL BOLD CAPITAL GAMMA | MATHEMATICAL BOLD CAPITAL GAMMA | MATHEMATICAL BOLD SMALL GAMMA | MATHEMATICAL BOLD SMALL GAMMA | MATHEMATICAL ITALIC CAPITAL GAMMA | MATHEMATICAL ITALIC CAPITAL GAMMA | MATHEMATICAL ITALIC SMALL GAMMA | MATHEMATICAL ITALIC SMALL GAMMA |
| Codificación  | decimal                     | hex                         | decimal                   | hex                       | decimal                         | hex                             | decimal                       | hex                           | decimal                           | hex                               | decimal                         | hex                             |
| Unicode       | 8510                        | U+213E                      | 8509                      | U+213D                    | 120490                          | U+1D6AA                         | 120516                        | U+1D6C4                       | 120548                            | U+1D6E4                           | 120574                          | U+1D6FE                         |
| UTF-8         | 226 132 190                 | E2 84 BE                    | 226 132 189               | E2 84 BD                  | 240 157 154 170                 | F0 9D 9A AA                     | 240 157 155 132               | F0 9D 9B 84                   | 240 157 155 164                   | F0 9D 9B A4                       | 240 157 155 190                 | F0 9D 9B BE                     |
| Ref. numérica | &#8510;                     | &#x213E;                    | &#8509;                   | &#x213D;                  | &#120490;                       | &#x1D6AA;                       | &#120516;                     | &#x1D6C4;                     | &#120548;                         | &#x1D6E4;                         | &#120574;                       | &#x1D6FE;                       |

| Carácter      | 𝜞                                      | 𝜞                                      | 𝜸                                    | 𝜸                                    | 𝝘                                          | 𝝘                                          | 𝝲                                        | 𝝲                                        | 𝞒                                                 | 𝞒                                                 | 𝞬                                               | 𝞬                                               |
| ------------- | -------------------------------------- | -------------------------------------- | ------------------------------------ | ------------------------------------ | ------------------------------------------ | ------------------------------------------ | ---------------------------------------- | ---------------------------------------- | ------------------------------------------------- | ------------------------------------------------- | ----------------------------------------------- | ----------------------------------------------- |
| Unicode       | MATHEMATICAL BOLD ITALIC CAPITAL GAMMA | MATHEMATICAL BOLD ITALIC CAPITAL GAMMA | MATHEMATICAL BOLD ITALIC SMALL GAMMA | MATHEMATICAL BOLD ITALIC SMALL GAMMA | MATHEMATICAL SANS-SERIF BOLD CAPITAL GAMMA | MATHEMATICAL SANS-SERIF BOLD CAPITAL GAMMA | MATHEMATICAL SANS-SERIF BOLD SMALL GAMMA | MATHEMATICAL SANS-SERIF BOLD SMALL GAMMA | MATHEMATICAL SANS-SERIF BOLD ITALIC CAPITAL GAMMA | MATHEMATICAL SANS-SERIF BOLD ITALIC CAPITAL GAMMA | MATHEMATICAL SANS-SERIF BOLD ITALIC SMALL GAMMA | MATHEMATICAL SANS-SERIF BOLD ITALIC SMALL GAMMA |
| Codificación  | decimal                                | hex                                    | decimal                              | hex                                  | decimal                                    | hex                                        | decimal                                  | hex                                      | decimal                                           | hex                                               | decimal                                         | hex                                             |
| Unicode       | 120606                                 | U+1D71E                                | 120632                               | U+1D738                              | 120664                                     | U+1D758                                    | 120690                                   | U+1D772                                  | 120722                                            | U+1D792                                           | 120748                                          | U+1D7AC                                         |
| UTF-8         | 240 157 156 158                        | F0 9D 9C 9E                            | 240 157 156 184                      | F0 9D 9C B8                          | 240 157 157 152                            | F0 9D 9D 98                                | 240 157 157 178                          | F0 9D 9D B2                              | 240 157 158 146                                   | F0 9D 9E 92                                       | 240 157 158 172                                 | F0 9D 9E AC                                     |
| Ref. numérica | &#120606;                              | &#x1D71E;                              | &#120632;                            | &#x1D738;                            | &#120664;                                  | &#x1D758;                                  | &#120690;                                | &#x1D772;                                | &#120722;                                         | &#x1D792;                                         | &#120748;                                       | &#x1D7AC;                                       |